# La tempestad (película)
La tempestad es una película estadounidense de 2010 dirigida y escrita por Julie Taymor y basada en la obra de teatro de William Shakespeare. La película fue protagonizada por Helen Mirren, Djimon Hounsou, Russell Brand, Alfred Molina y Chris Cooper.

## Argumento
Próspero, ha sido expulsado de su posición por su hermano y se encuentra en una isla desierta tras naufragar su buque. La obra comienza con una fuerte tormenta provocada por sus artes mágicas cuando adivina que su hermano, Antonio, viaja en un buque cerca de la isla en la que se encuentra. En ella, Próspero cuenta con la compañía de su hija Miranda y descansa con sus numerosos libros dedicándose al estudio y el conocimiento de la Magia. Próspero entra en contacto con espíritus como Ariel. Con su ayuda, desde el caos y la locura Próspero tejerá un encantamiento que le permitirá iniciar su venganza. Al final Próspero renunciará a su magia perdonando a sus enemigos y permitiendo el matrimonio entre su hija, Miranda, y Ferdinand.

## Reparto
- Helen Mirren - Próspera
- Felicity Jones - Miranda
- Reeve Carney - Ferdinand
- Alfred Molina - Stephano
- Russell Brand - Trínculo
- Djimon Hounsou - Calibán
- Chris Cooper - Antonio
- Alan Cumming - Sebastián
- Tom Conti - Gonzalo
- David Strathairn - Rey Alonzo
- Ben Whishaw - Ariel